# وسام الاستحقاق الوطني العلمي
وسام الاستحقاق الوطني العلمي (البرتغالية: Ordem Nacional do Mérito Científico) هو وسام يُمنح لشخصيات برازيلية وأجنبية تقديراً لإسهاماتهم العلمية والتقنية في خدمة وتطوير العلم في البرازيل. تم تأسيسه في 16 مارس 1993 بموجب المرسوم رقم 772، وتم تحديثه لاحقًا في 6 فبراير 2002 بموجب المرسوم رقم 4.115. تُمنح الأوسمة من قبل السيد الأكبر أو مستشار الوسام في 13 يونيو من كل عام، وهو اليوم الذي يُحيي ذكرى ميلاد جوزيه بونيفاسيو دي أندرادا.

## روابط خارجة
- National Order of Scientific Merit - Official Website
- General List of the National Order of Scientific Merit